# Rudkøbing
Rudkøbing este un orășel de pe insula Langeland din Danemarca. Are o populație de 5900 locuitori.

## Personalități născute aici
- Hans Christian Ørsted (1777 - 1851), fizician, chimist;
- Nikolaj Coster-Waldau (n. 1970), actor.